# Mytilidiphila okinawaensis
Mytilidiphila okinawaensis är en ringmaskart som beskrevs av Michiya Miura och Hashimoto 1993. Mytilidiphila okinawaensis ingår i släktet Mytilidiphila och familjen Nautiliniellidae. Inga underarter finns listade i Catalogue of Life.